# Gothic Lolita

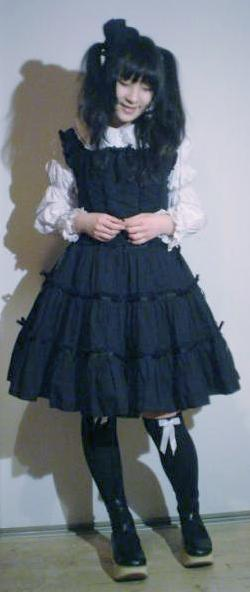
Prosta stylizacja gothic lolity w butach „rocking horse shoes”

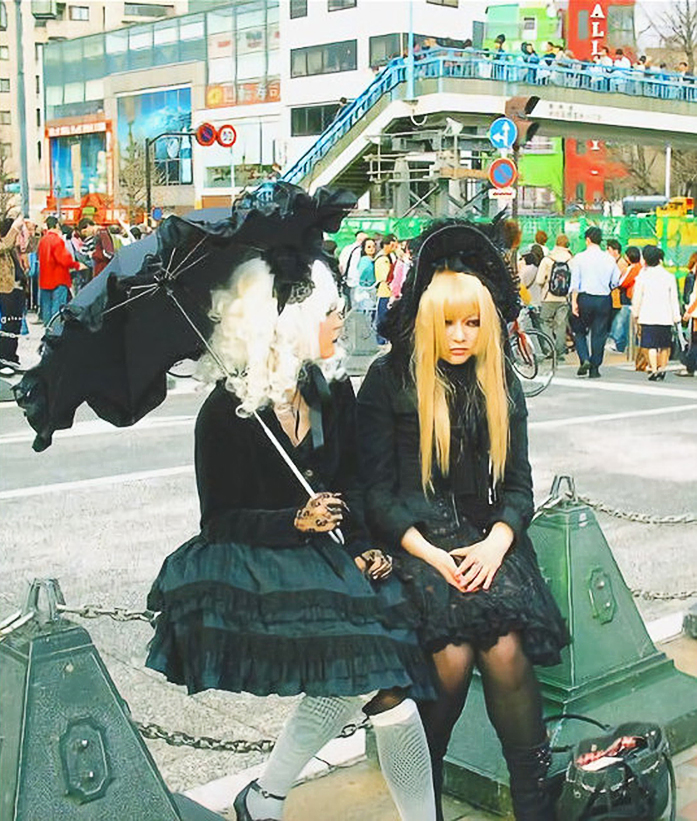
Dwie gothic lolity na Harajuku

Gothic Lolita (jap. ゴシック・アンド・ロリータ goshikku・ando・rorīta (Gothic & Lolita), także w skrócie GothLoli ゴスロリ, gosurori) – podkategoria stylu i mody młodzieżowej lolita (lolita fashion), zapoczątkowana przez młodych Japończyków. Jedną z bardziej znanych japońskich gwiazd preferujących styl Gothic Lolita jest Mana, gitarzysta nieistniejącego już zespołu Malice Mizer oraz gitarzysta i lider obecnie działającej formacji Moi dix Mois. W Europie do tego stylu nawiązuje m.in. austriacki zespół Lolita KompleX.

## Etymologia nazwy
Człon pierwszy – „gothic” – wywodzi się od europejskiego gotyku, dawniej kojarzonego ze strzelistymi katedrami i architekturą, a obecnie – z subkulturą gotycką przesiąkniętą czarnymi akcesoriami, afirmacją mroku i okultyzmu. Genezy tej nazwy należy szukać za to na przełomie osiemnastego i dziewiętnastego wieku w powieści (literaturze) gotyckiej, gdzie bohaterki płci żeńskiej tworzone były według określonego, specyficznego schematu dziewicy, skontrastowanego z upiornością i demonizmem innych postaci.
Drugi człon to zdrobnienie imienia Dolores, które zyskało popularność i zupełnie nowy wydźwięk po wydaniu Lolity Nabokova. Jednak sama moda nie ma nic wspólnego z postacią wykreowaną w powieści. Chodzi o skromny wygląd bez podtekstu seksualnego.

## Wyznaczniki stylu
Styl i moda lolita (ang. lolita fashion) korzenie mają w epoce wiktoriańskiej (z wpływami rokoka). Nastolatki noszą stroje przypominające te z epoki (koszule z okrągłymi kołnierzykami, sukienki i spódnice co prawda nie do ziemi, a do kolan). Ważną rolę grają ozdoby głowy (bonnety, headdressy) oraz zazwyczaj delikatny makijaż podkreślający urodę. Stylizacje dopełniają stylowe parasole, torebki itp.
Swoim wizerunkiem lolity starają się przypominać wiktoriańskie damy. Gothic Lolita jest najbardziej znanym ze stylów Lolita Fashion.